# Tomasz Krzysztof Pawłowicz
Tomasz Krzysztof Pawłowicz herbu Przyjaciel odmienny – pisarz ziemski trocki w latach 1704–1709, łowczy trocki w latach 1686–1704, konsyliarz województwa trockiego w konfederacji sandomierskiej 1704 roku, członek konfederacji olkienickiej w 1700 roku.
W 1697 roku podpisał elekcję z województwem trockim.